# Saint-Germain-Chassenay
Saint-Germain-Chassenay és un municipi francès, situat al departament del Nièvre i a la regió de Borgonya - Franc Comtat. L'any 2007 tenia 378 habitants.

## Demografia

### Població
El 2007 la població de fet de Saint-Germain-Chassenay era de 378 persones. Hi havia 167 famílies, de les quals 49 eren unipersonals (29 homes vivint sols i 20 dones vivint soles), 65 parelles sense fills, 41 parelles amb fills i 12 famílies monoparentals amb fills.
La població ha evolucionat segons el següent gràfic:
Habitants censats

### Habitatges
El 2007 hi havia 190 habitatges, 166 eren l'habitatge principal de la família, 23 eren segones residències i 1 estava desocupat. 180 eren cases i 6 eren apartaments. Dels 166 habitatges principals, 128 estaven ocupats pels seus propietaris, 37 estaven llogats i ocupats pels llogaters i 1 estava cedit a títol gratuït; 7 tenien dues cambres, 19 en tenien tres, 58 en tenien quatre i 81 en tenien cinc o més. 127 habitatges disposaven pel capbaix d'una plaça de pàrquing. A 118 habitatges hi havia un automòbil i a 36 n'hi havia dos o més.

### Piràmide de població
La piràmide de població per edats i sexe el 2009 era:
| Homes | Edats   | Dones |
| ----- | ------- | ----- |
| 0     | 95 o +  | 0     |
| 0     | 90 a 94 | 8     |
| 0     | 85 a 89 | 0     |
| 4     | 80 a 84 | 0     |
| 20    | 75 a 79 | 12    |
| 8     | 70 a 74 | 16    |
| 28    | 65 a 69 | 12    |
| 8     | 60 a 64 | 4     |
| 4     | 55 a 59 | 8     |
| 4     | 50 a 54 | 20    |
| 12    | 45 a 49 | 0     |
| 8     | 40 a 44 | 4     |
| 20    | 35 a 39 | 16    |
| 20    | 30 a 34 | 12    |
| 4     | 25 a 29 | 16    |
| 4     | 20 a 24 | 4     |
| 0     | 15 a 19 | 8     |
| 8     | 10 a 14 | 8     |
| 12    | 5 a 9   | 8     |
| 8     | 0 a 4   | 12    |

## Economia
El 2007 la població en edat de treballar era de 229 persones, 151 eren actives i 78 eren inactives. De les 151 persones actives 139 estaven ocupades (76 homes i 63 dones) i 11 estaven aturades (2 homes i 9 dones). De les 78 persones inactives 35 estaven jubilades, 23 estaven estudiant i 20 estaven classificades com a «altres inactius».

### Ingressos
El 2009 a Saint-Germain-Chassenay hi havia 157 unitats fiscals que integraven 376 persones, la mediana anual d'ingressos fiscals per persona era de 14.864 €.

### Activitats econòmiques
Dels 6 establiments que hi havia el 2007, 1 era d'una empresa de fabricació d'altres productes industrials, 3 d'empreses de construcció i 2 d'empreses de comerç i reparació d'automòbils.
Dels 3 establiments de servei als particulars que hi havia el 2009, 1 era un paleta, 1 fusteria i 1 lampisteria.
L'únic establiment comercial que hi havia el 2009 era una botiga de menys de 120 m².
L'any 2000 a Saint-Germain-Chassenay hi havia 20 explotacions agrícoles que ocupaven un total de 1.568 hectàrees.

## Equipaments sanitaris i escolars
El 2009 hi havia una escola elemental integrada dins d'un grup escolar amb les comunes properes formant una escola dispersa.

## Poblacions més properes
El següent diagrama mostra les poblacions més properes.